# Goleniowski
Goleniowski là một huyện thuộc tỉnh Zachodniopomorskie của Ba Lan. Huyện có diện tích 1616 km². Đến ngày 1 tháng 1 năm 2011, dân số của huyện là 80305 người và mật độ 50 người/km².